# Kurityán
Kurityán ist eine mittelgroße ungarische Gemeinde im Komitat Borsod-Abaúj-Zemplén.

## Geografische Lage
Kurityán liegt im Nordosten Ungarns am breiten Talrand des Sajó. Die Stadt Sajószentpéter ist 10 km entfernt, die Großstadt Miskolc 25 km (beide Richtung Südosten). 

Unweit des Ortes befindet sich ein Burgschloss der Batthyánys, das Batthyány-Kastély.
Nachbargemeinden sind Felsőnyárád 2 km und Szuhakálló 5 km.
Die nächste Stadt ist Kazincbarcika, 10 km von Kurityán entfernt.

## Weblinks

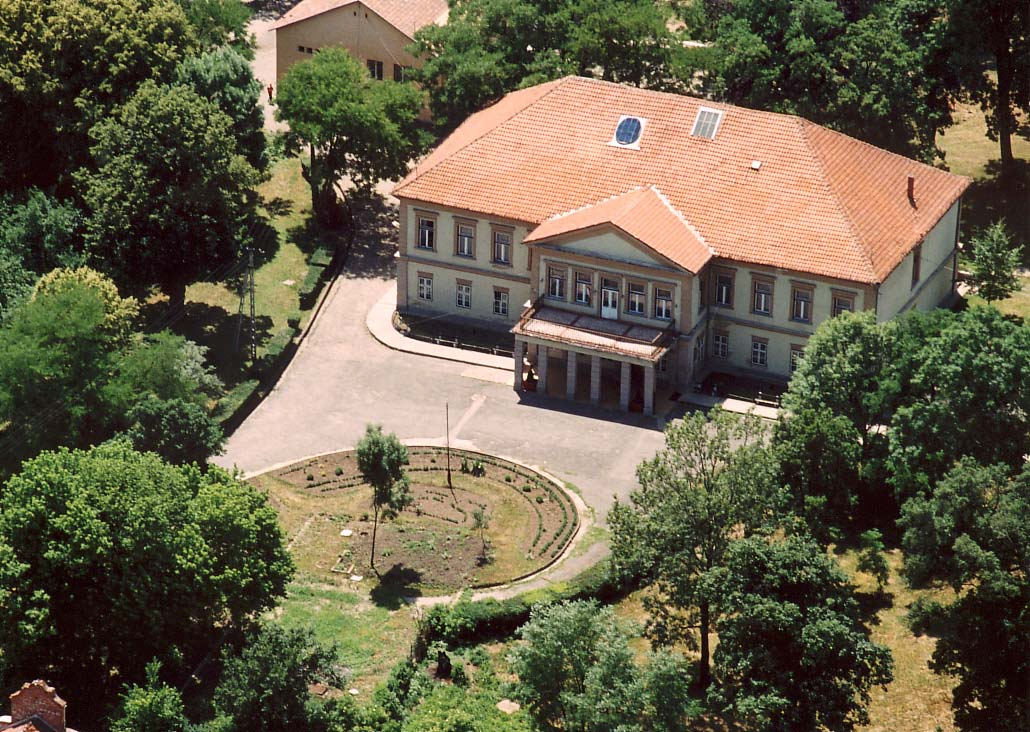
Luftaufnahme über Kurityán – Palast